# Maison des Musiciens
La Maison des musiciens ou encore la maison des ménétriers est un ensemble architectural classé situé à Reims.

## Situation
La Maison des Musiciens se trouvait aux n° 18 et 20 de la rue de Tambour, mais avec les destructions de la Première Guerre mondiale elle fut détruite. La façade, démontée en 1917, fut en partie sauvée et fut remontée dans une salle du musée Saint-Remi.

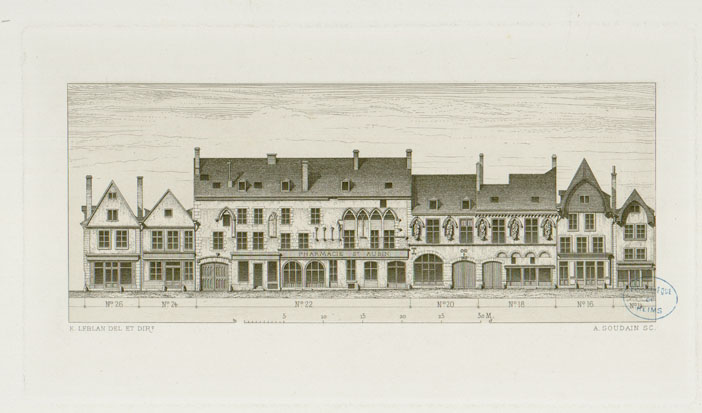
Rue du Tambour.
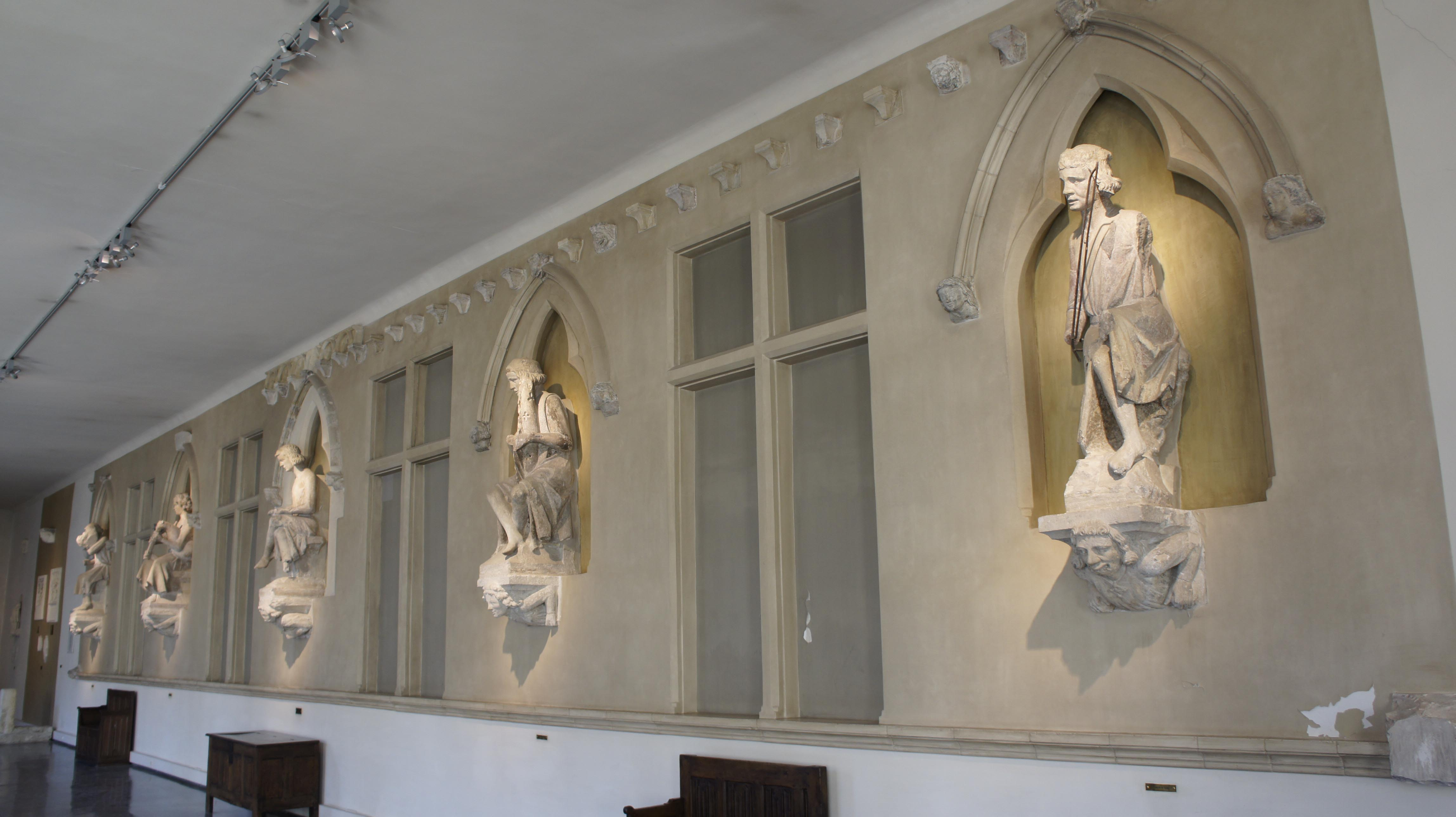
La façade du premier étage remonté avec les originaux au musée.
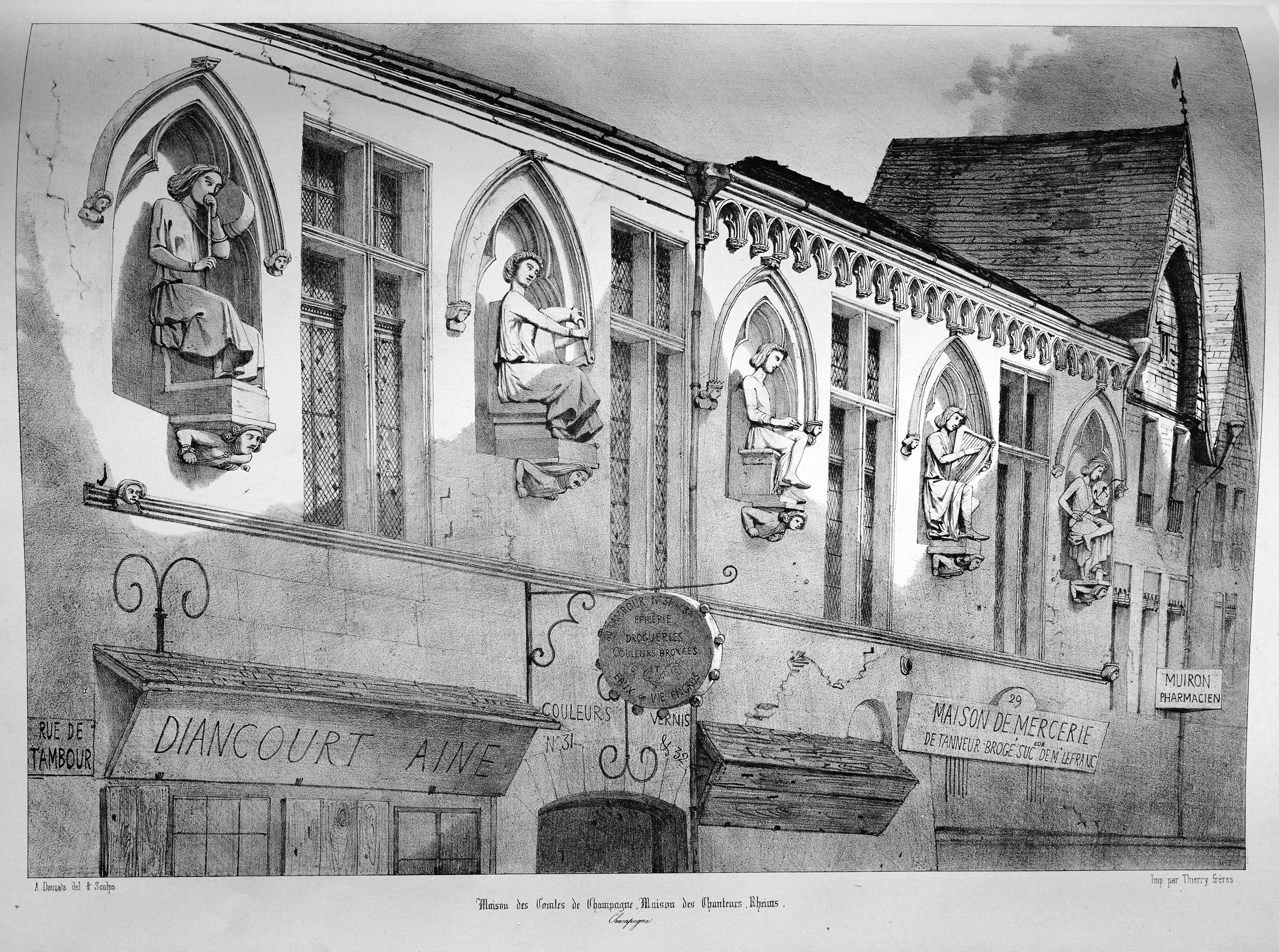
La maison des musiciens in Voyages pittoresques et romantiques dans l'ancienne France publié en 1857.

## Projet de reconstruction
Un projet de reconstruction de la façade et des 5 statues de la maison de musiciens est mené par l’association « Renaissance de la Maison des Musiciens ».

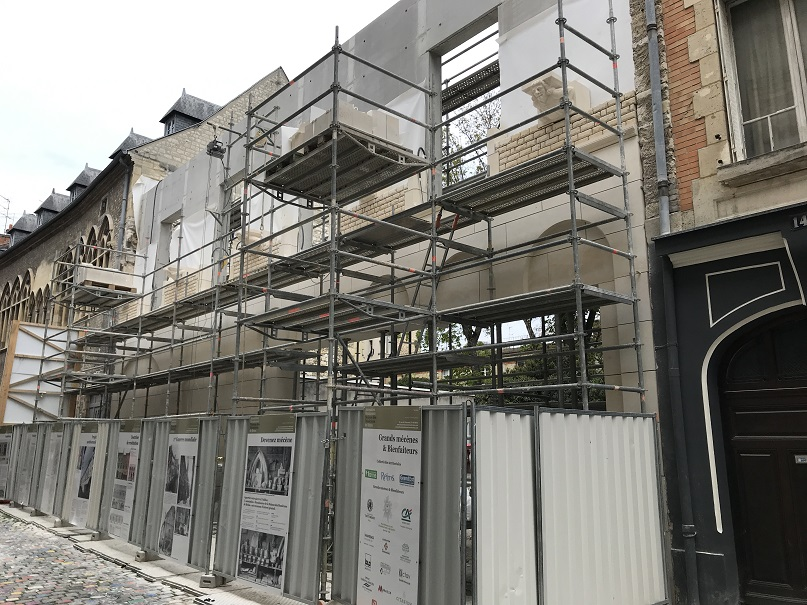
Travaux nouvelle façade de la Maison des musiciens.
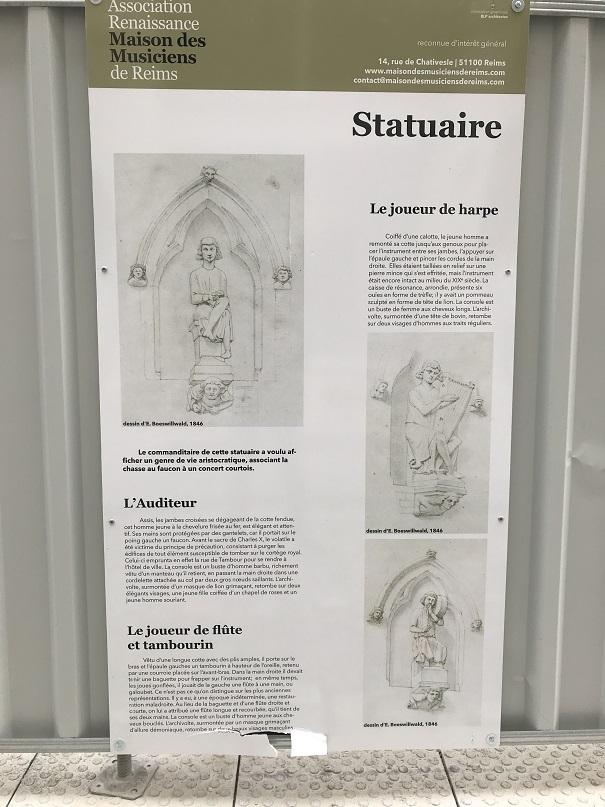
Explication du statuaire.
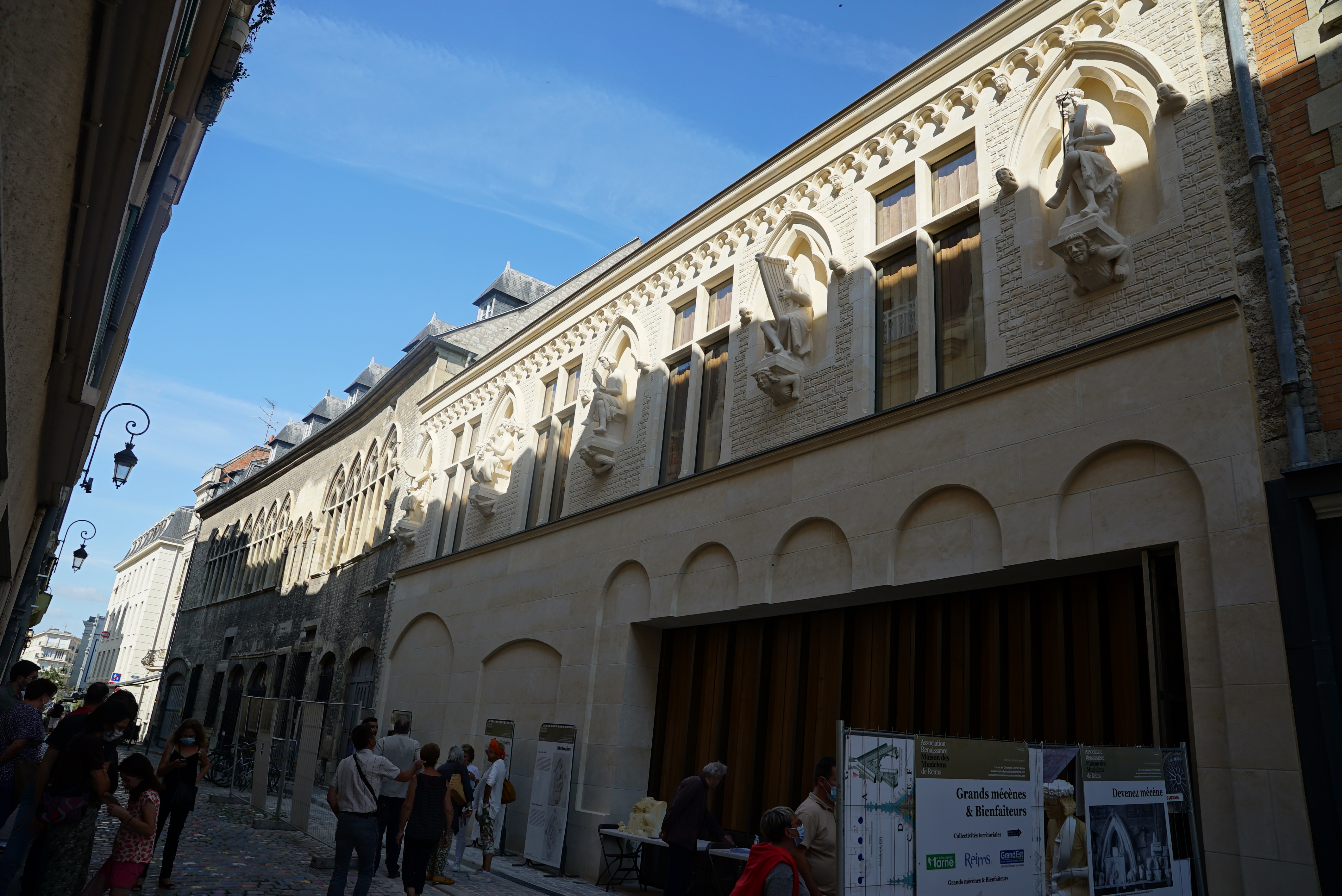
Façade remontée en 2021.

## Bâtiments
La maison est attestée dès le XIIIe siècle. Sur une cave commune au 18 et 20, s'élevait un bâtiment de deux étages avec des mansardes. Elle devrait son nom à la ressemblance avec celle de Saint-Julien-des-Ménétriers de Paris. Le premier étage avait quatre fenêtres rectangulaires et cinq niches dans des trumeaux où se logeaient autant de personnages plus grands que nature. 

En rez-de-chaussée se trouvaient des échoppes dans des fenêtres étroites et en arcs en plein-cintre, avec un large porche de même structure.  

Elles faisaient partie au XIVe siècle du Quarré de la Grant Marche , de la rue Vicus Monetarium dans un nécrologue du XIIIe siècle et rue des Monnoyers dans un registre de 1322. Il ne reste dans cette rue que la maison des comtes de Champagne mais elle reprend la cour et l'emplacement de celle des musiciens. Pour observer les cinq musiciens en situation il faut se rendre au musée où le premier étage est restitué.

## Lamaison des comtes de Champagne

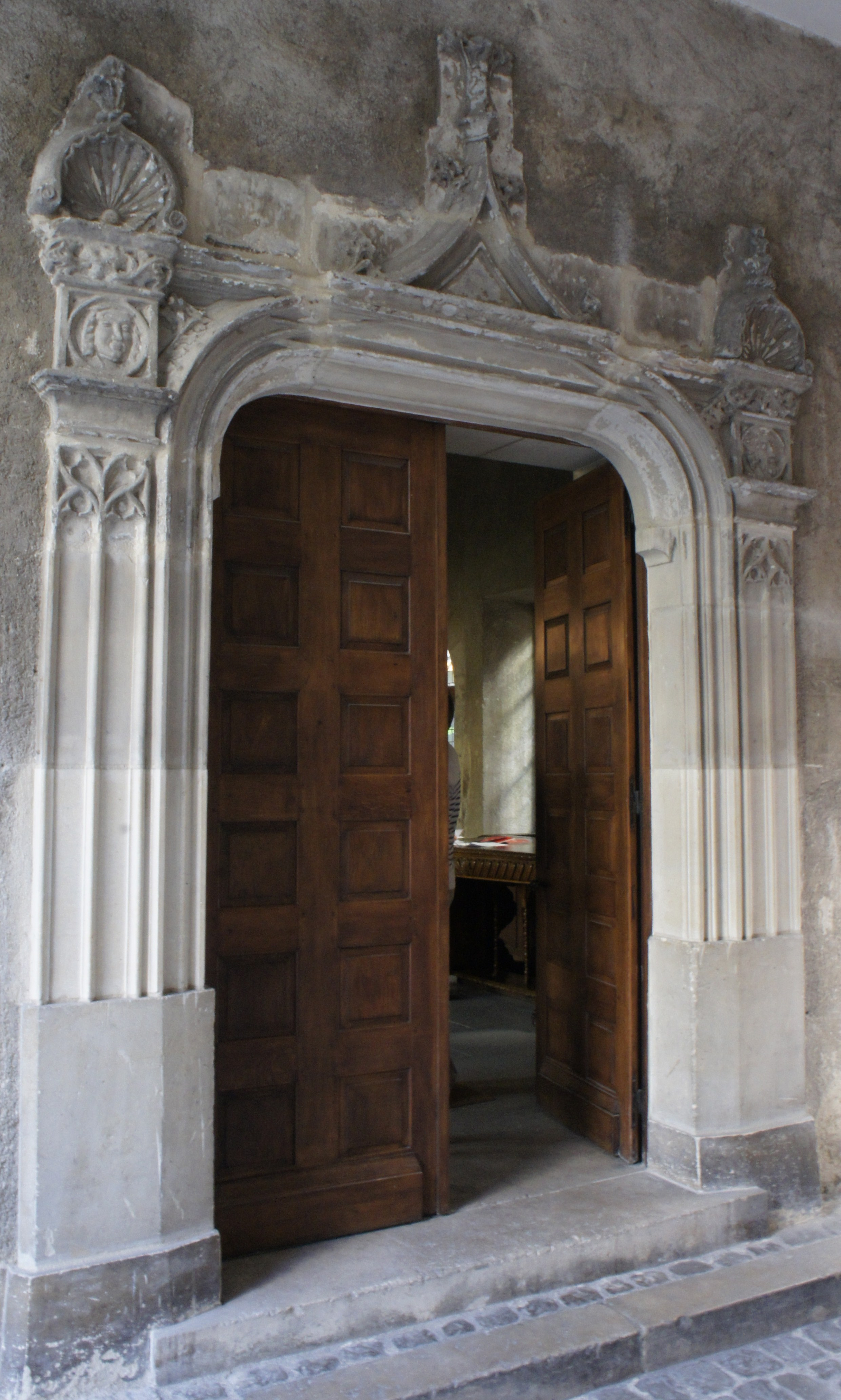
Salle au rez-de-chaussée,
porte d'entrée

Le n° 22 de la rue faisait continuité dans le style. Il a été moins bien conservé et l'état actuel est celui dû à une restauration qui s'approche de l'harmonie d'origine en reconstituant les fenêtres Renaissance et les arrondis des porches, des bancs à l'intérieur des fenêtres, des statues sur les tours de fenêtre et une cheminée. Lacourt fut le premier à parler de la maison des comtes de Champagne bien que rien n'atteste dans les archives que les comtes aient eu une demeure dans cette rue elle est appelée maison dite du palais royal au XIXe siècle, Hôtel Chastelain ou hostellerie du coq royal. Elle a appartenu à Nicolas Razulet, vicomte de Saulx-Saint-Rémi en 1703, mais en dehors de cette parenthèse elle était une demeure de bourgeois de la ville. La maison est actuellement la propriété de la société de champagne Taittinger et sert lors d'événements culturels.
La façade sur la rue a été classée en 1923 et celle sur la cour en 1933.
Voir Maison des comtes de Champagne sur Commons

## Cour
Elle est réaménagée avec une partie pavée, derrière la maison des comtes de champagne et un espace de verdure, derrière la maison des ménétriers et communique avec le musée-hôtel Le Vergeur.

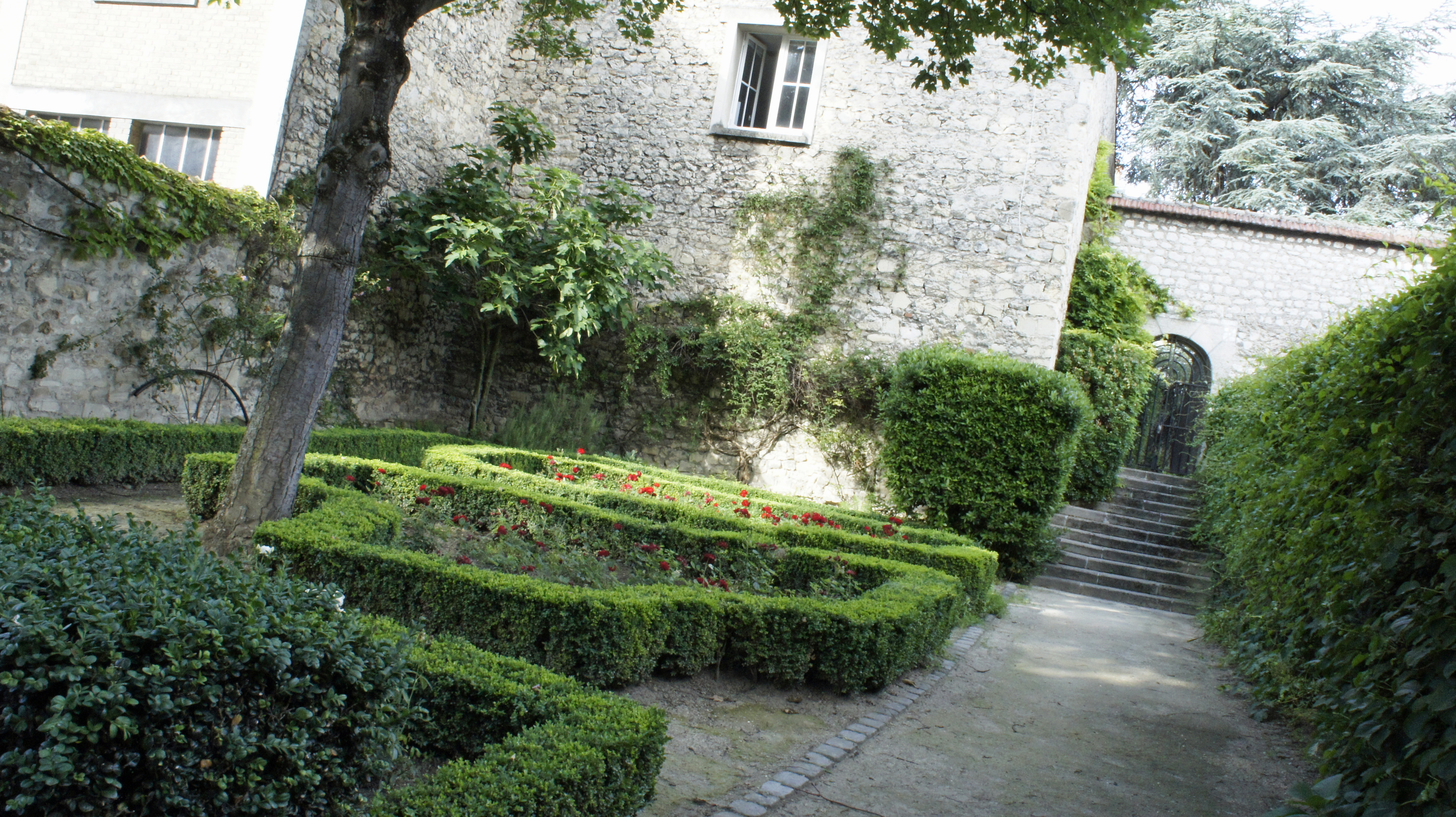
Jardin des n° 18 et 20 rue du Tambour.
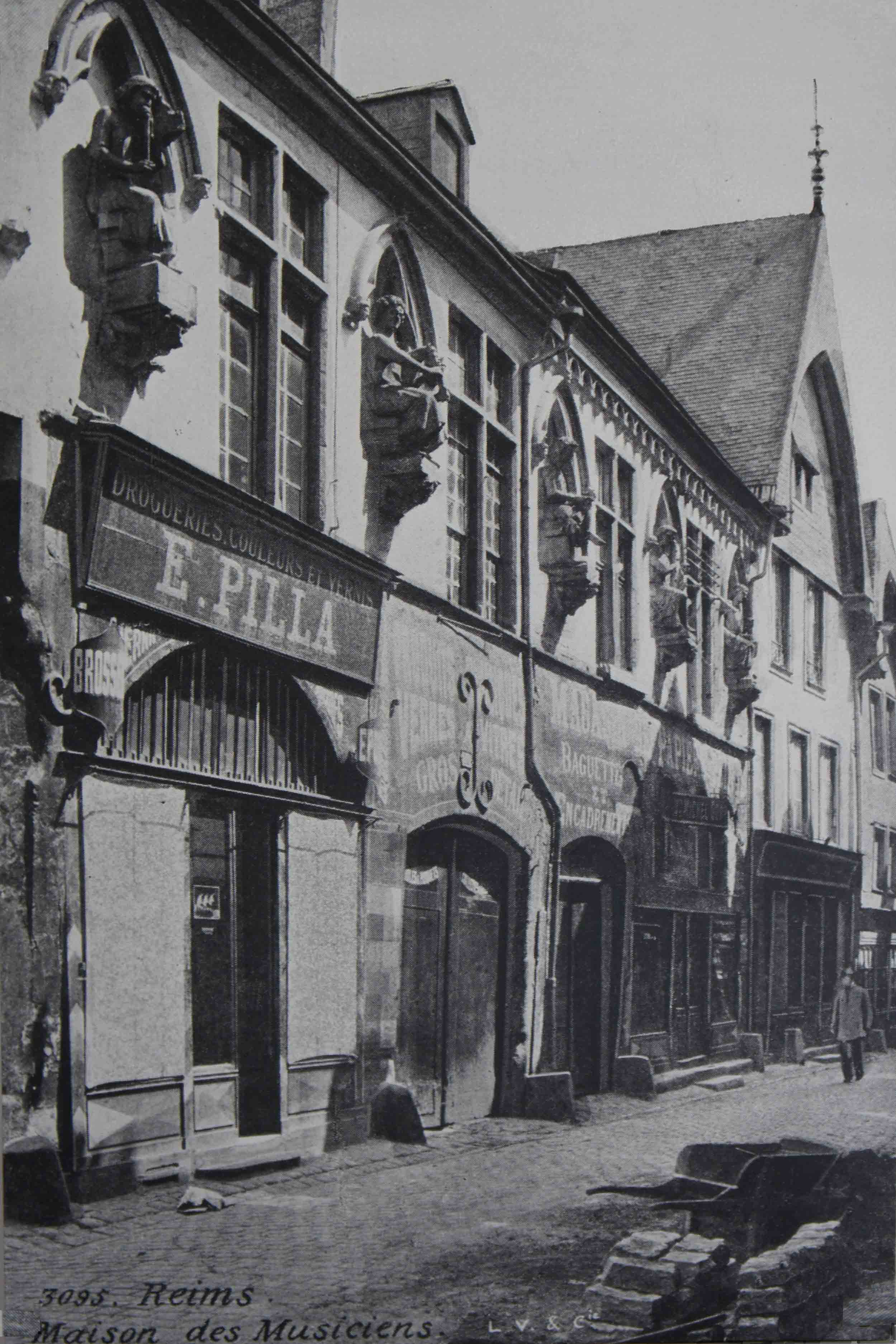
Les façades des n° 18 et 20 rue du Tambour, en 1905.
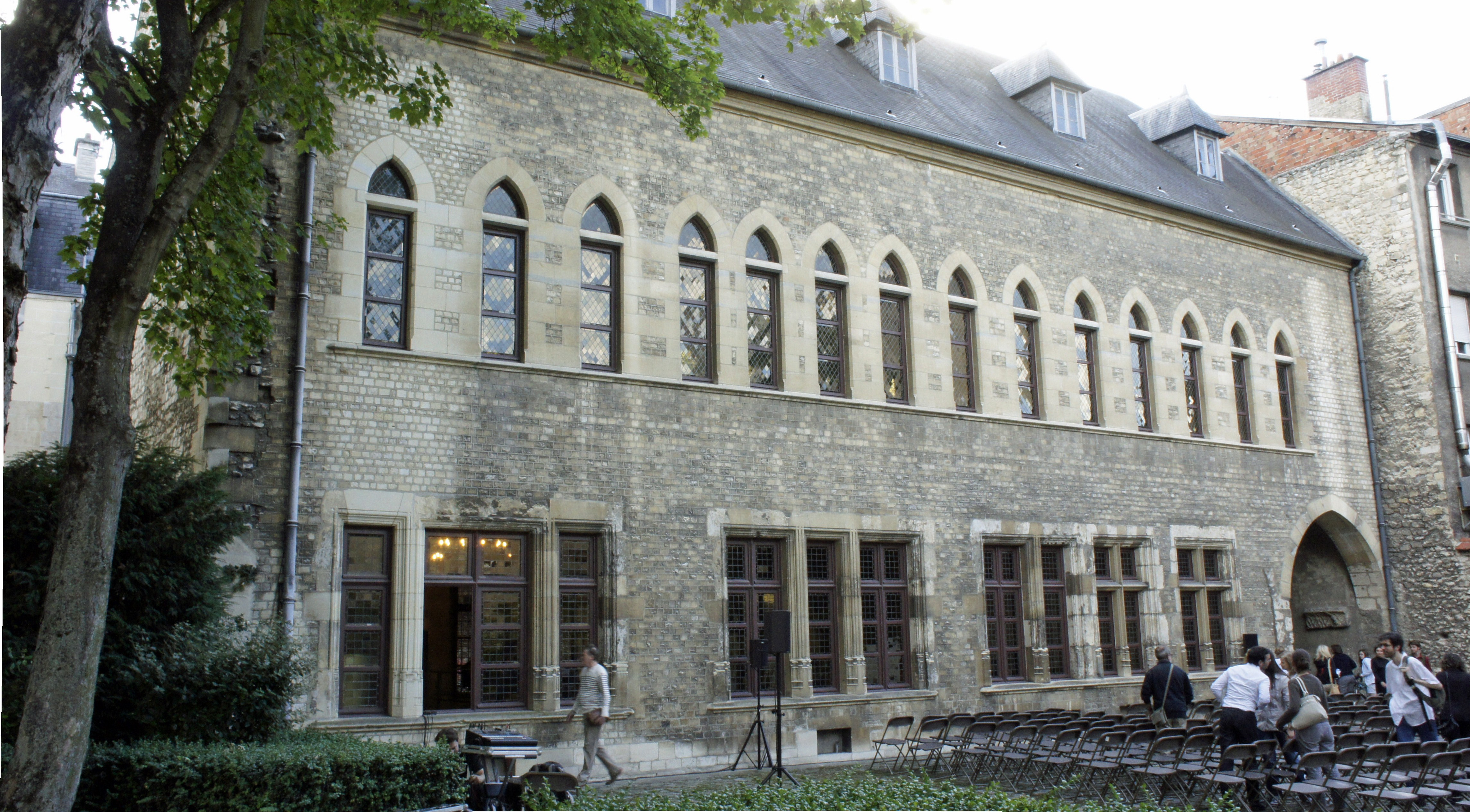
La cour du 22, Le n° 20, détruit était derrière l'arbre.
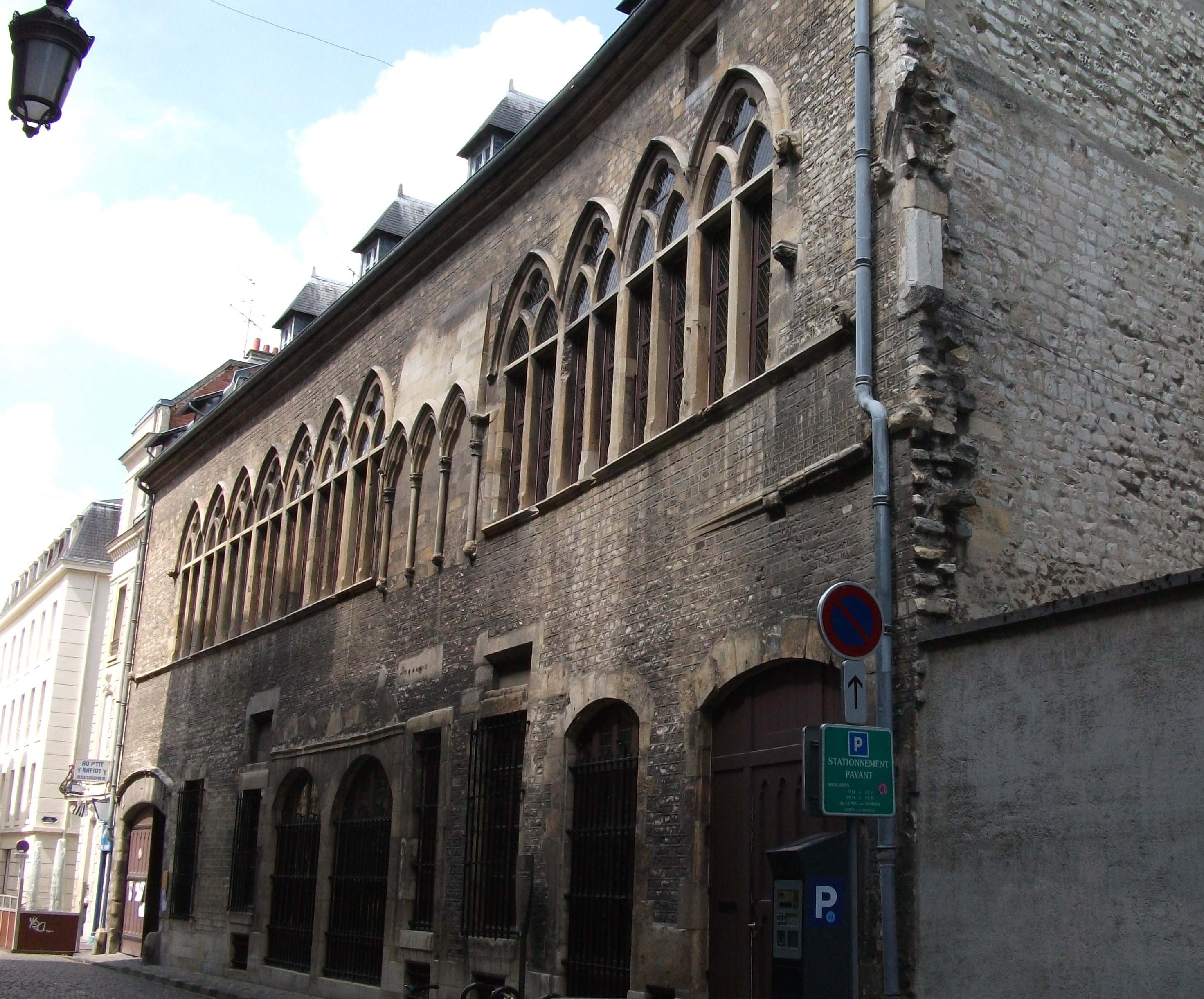
La façade du n° 22 le n° 20, détruit, était à droite.
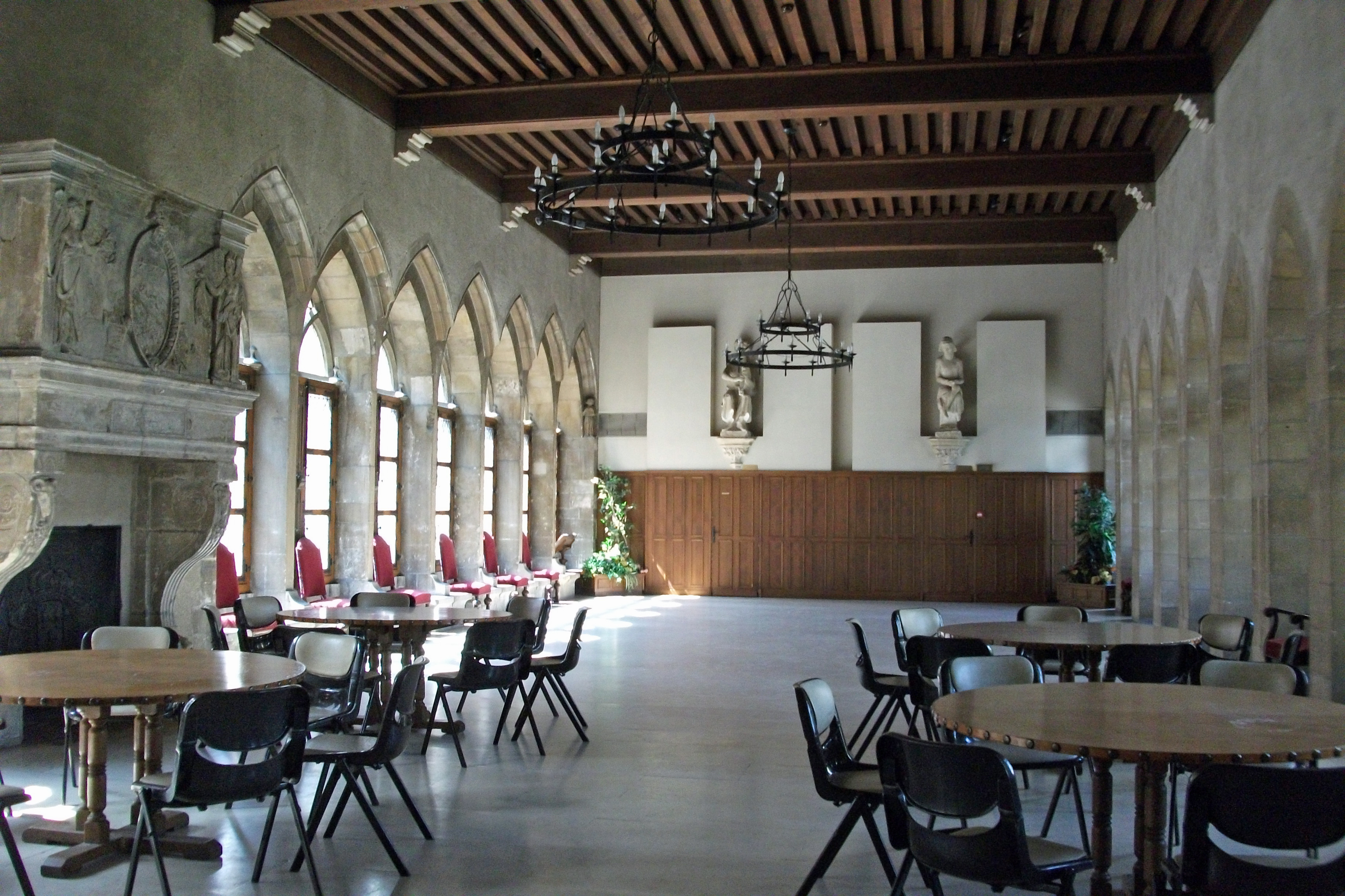
Le premier étage, cheminée et statues de la maison des comtes de Champagne,
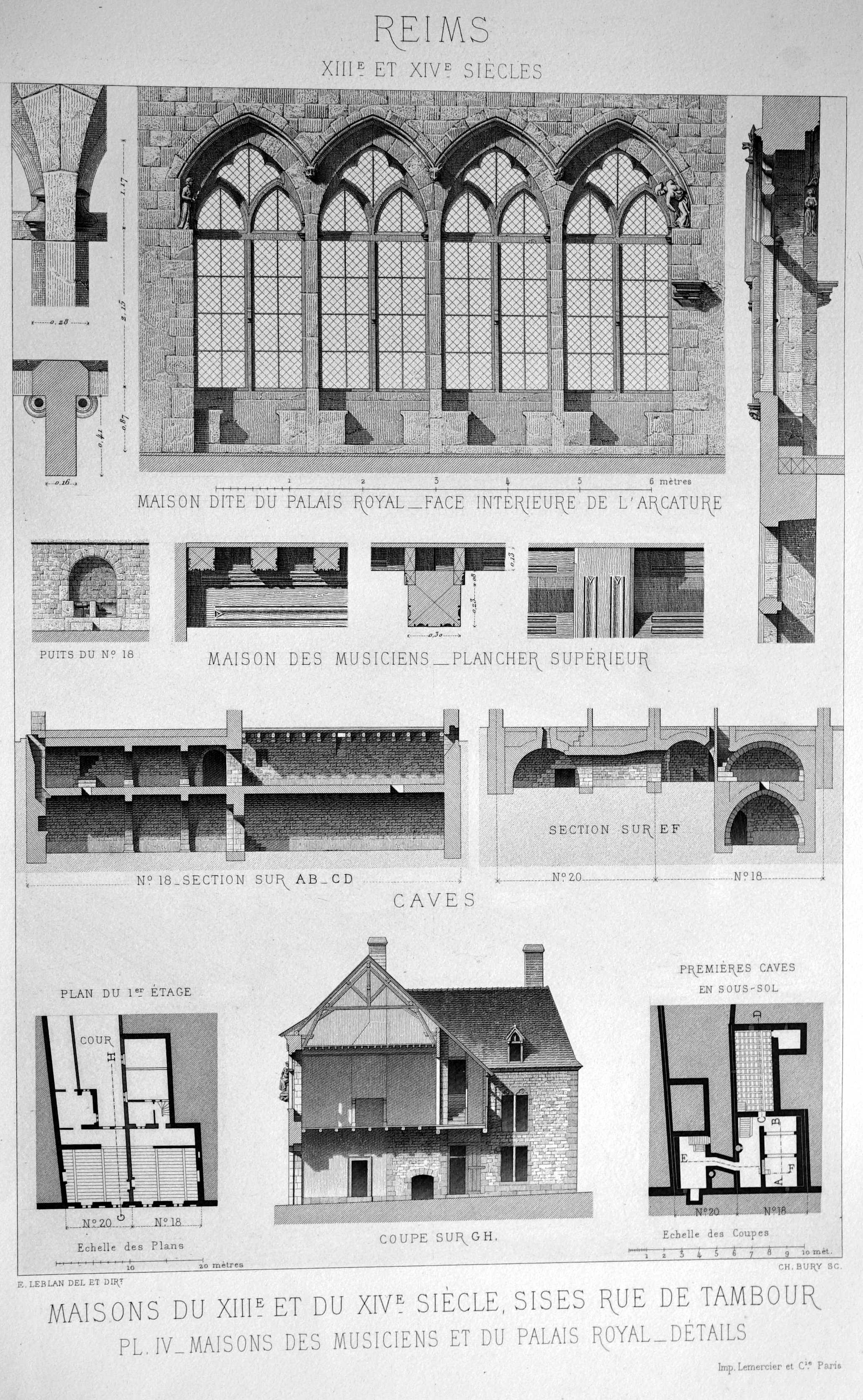
par Eugène leblan an 1883.

## Notes et références

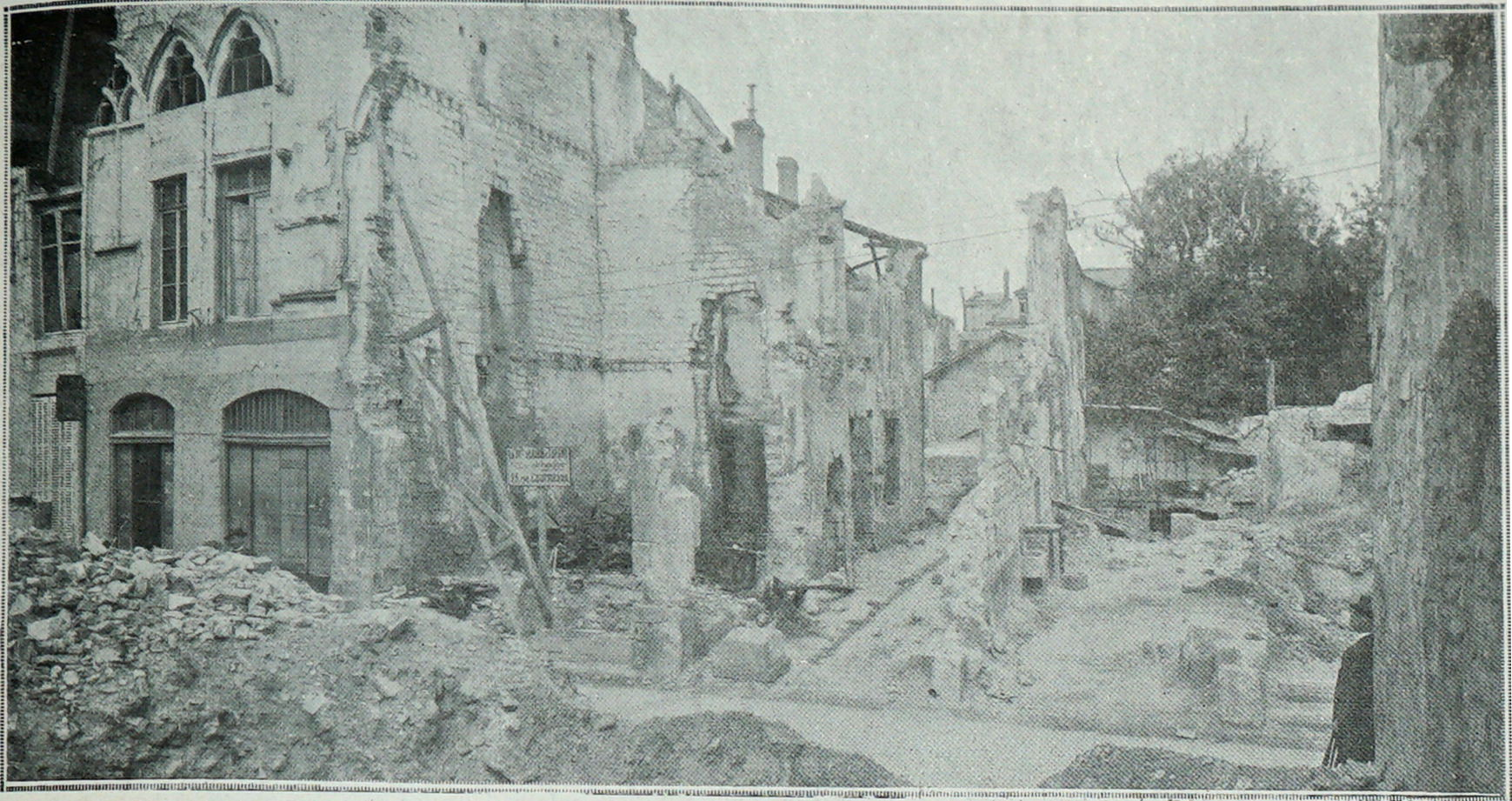
La maison des musiciens à droite et celle des comtes de Champagne à gauche, au sortir de la Grande Guerre.